# سونیا هنینگ
سونیا هنینگ (انگلیسی: Sonja Henning؛ زادهٔ ۴ اکتبر ۱۹۶۹) بازیکن بسکتبال، و وکیل اهل ایالات متحده آمریکا است.